# Sokka
Sokka est un personnage de fiction de la série animée Avatar, le dernier maître de l'air de Nickelodeon. Âgé de quinze ans, Sokka est un guerrier de la tribu de l'eau du pôle Sud, qui, avec sa sœur cadette Katara, découvre Aang, le dernier Avatar qui avait disparu il y a 100 ans. Sokka l'accompagnera dans sa quête pour défaire la Nation du Feu et apporter la paix entre les nations. Son nom peut être rapproché du terme anglais soaked, signifiant « trempé ». En effet, dès le premier épisode, il pâtit des « loufoqueries » de sa sœur, qui est maîtresse de l'eau.

## Histoire
Sokka a été élevé dans son village comme un guerrier ambitieux de la tribu de l'eau du pôle Sud. Obligé de mûrir rapidement depuis que sa mère a été tuée dans un raid de la Nation du Feu, il a cultivé ses compétences de guerrier avec une ferveur combative, pendant que sa sœur Katara s'occupait des corvées et pratiquait la maîtrise de l'eau. À l'âge de treize ans, Sokka voit partir son père Hakoda et les autres hommes de sa tribu au Royaume de la Terre pour participer aux efforts de guerre contre la Nation du Feu. Ce départ le laisse seul avec sa sœur et sa grand-mère, Mabouba, pour veiller sur la tribu.
Sokka et Katara découvrent Aang emprisonné dans un iceberg et décident de l'accompagner. Sokka est ainsi de toutes les aventures de l'Avatar, le petit groupe d'amis (auquel s'est ajouté Toph) ne se séparant que brièvement à Ba Sing Se. Aîné du groupe, il prend ses responsabilités de meneur avant l'invasion de la Nation du Feu le jour de l'éclipse, qu'il a lui-même planifiée. L'invasion se révèlera un échec, car le projet est connu d'Azula, mais elle révèle toute l'ingéniosité de Sokka. Cette tentative, même ratée, ramène un peu d'espoir dans le cœur des ennemis de la Nation du Feu.
Sokka n'est pas insensible aux charmes féminins, et il s'éprendra de Suki, une guerrière Kyôshi, puis d'une princesse du Pôle Nord appelée Yue (livre 1), qui disparaîtra pour devenir l'esprit de la Lune. Pendant leur arrivée à Ba Sing Se, Sokka retrouve Suki. Après l'invasion, Il la trouvera de nouveau, dans la même prison que son père. Il s'y trouvait avec Zuko pour l'aider à s'échapper car Sokka se sentait coupable de l'échec de l'invasion. Il monte une évasion grâce à une émeute et s'enfuit avec Suki, son père, un autre prisonnier et Zuko, au nez et à la barbe d'Azula. Il mènera jusqu'à la fin de la saison 3 une relation paisible avec Suki. 
Sokka soutient Aang quand celui-ci tente de raisonner Katara, avide de vengeance contre le meurtrier de sa mère. Même s'il souffre autant, l'aîné ne penche pas en faveur de la violence.  

## Personnage
Sokka est un adolescent qui est incapable de maîtriser les éléments, contrairement à sa sœur Katara ou à Aang l'Avatar. Ceci lui donnera parfois le sentiment d'être inutile face à la puissance déclenchée par ses amis. Cependant s'il n'a aucun pouvoir, il n'en demeure pas moins un guerrier courageux et surtout ingénieux. En général, c'est lui qui planifie le déroulement d'attaques, de rencontres, d'infiltrations, etc. Il possède également une excellente maîtrise des armes telles que le boomerang et l'épée.  Il fut énormément influencé par un maître épéiste de la Nation du Feu nommé Piandao (qui est en fait un membre de l'Ordre du Lotus Blanc). Ce dernier lui apprit que sa force venait en partie de son sens de l'improvisation et de l'ingéniosité.
C'est également lui qui, à grand renforts de cartes, planifie les étapes de voyage du petit groupe.  Ces aptitudes font de lui un personnage essentiel au petit groupe, qui se rend bien vite compte de son utilité lorsqu'il s'absente.
Son rôle de meneur est relativement restreint au début de la série, car c'est surtout la relation Aang-Katara qui est mise en avant, mais ses remarques ou suggestion sont souvent judicieuses quand il ne s'agit pas pour lui d'être le souffre-douleur de sa sœur ou de l'Avatar.  Cependant le courage dont il peut faire preuve ainsi que son instinct de guerrier et stratège le rend de plus en plus charismatique tandis que l'histoire se déroule. À la fin, le piètre soldat un peu maladroit est devenu un guerrier redoutable, qu'Aang a parfois l'air de craindre quand il se montre sans merci face à un adversaire. 
Sokka a également un humour assez particulier et très décalé par rapport à la situation, agaçant Katara mais amusant les autres. Ses aptitudes à faire le pitre et l'acteur l'aideront souvent à improviser un personnage pour se tirer de situations délicates.  Selon Bato, un habitant de la même tribu, "il a le même humour que son père", Hakoda.  D'ailleurs cet humour souvent loufoque tranche beaucoup avec son courage lorsqu'il affronte quelqu'un.  Il voue une admiration sans limite pour son père et se force sans arrêt d'être à sa hauteur.

## Relations
- Katara :

Malgré son statut d'aîné, Sokka laisse sa sœur se comporter avec lui comme si elle était plus âgée. Pourtant, Sokka n'est pas franchement docile comme frère et il sait faire entendre son opinion, ce qui finit très souvent en dispute avec Katara. Malgré cela, tous les deux s'entendent très bien.
- Aang :

S'il a commencé par se méfier d'Aang au début de la série, il révise vite son jugement et tous les deux deviennent très vite amis.
- Yue :

Sokka tombe très vite amoureux de la belle princesse de la Tribu de l'Eau du Pôle Nord, Yue, mais cet amour impossible le fait souffrir.
Quand la princesse vient à mourir, à la fin du Livre I, Sokka en sera profondément marqué pour le reste de l'aventure.
- Suki :

Suki est la deuxième femme qui fait tomber Sokka sous son charme. Ses sentiments sont réciproques mais le souvenir de Yue bloque longtemps cette relation amoureuse.
- Toph :

Sokka s'entend très bien avec Toph qu'il considère comme une amie.